# Bóbeda (Espanha)

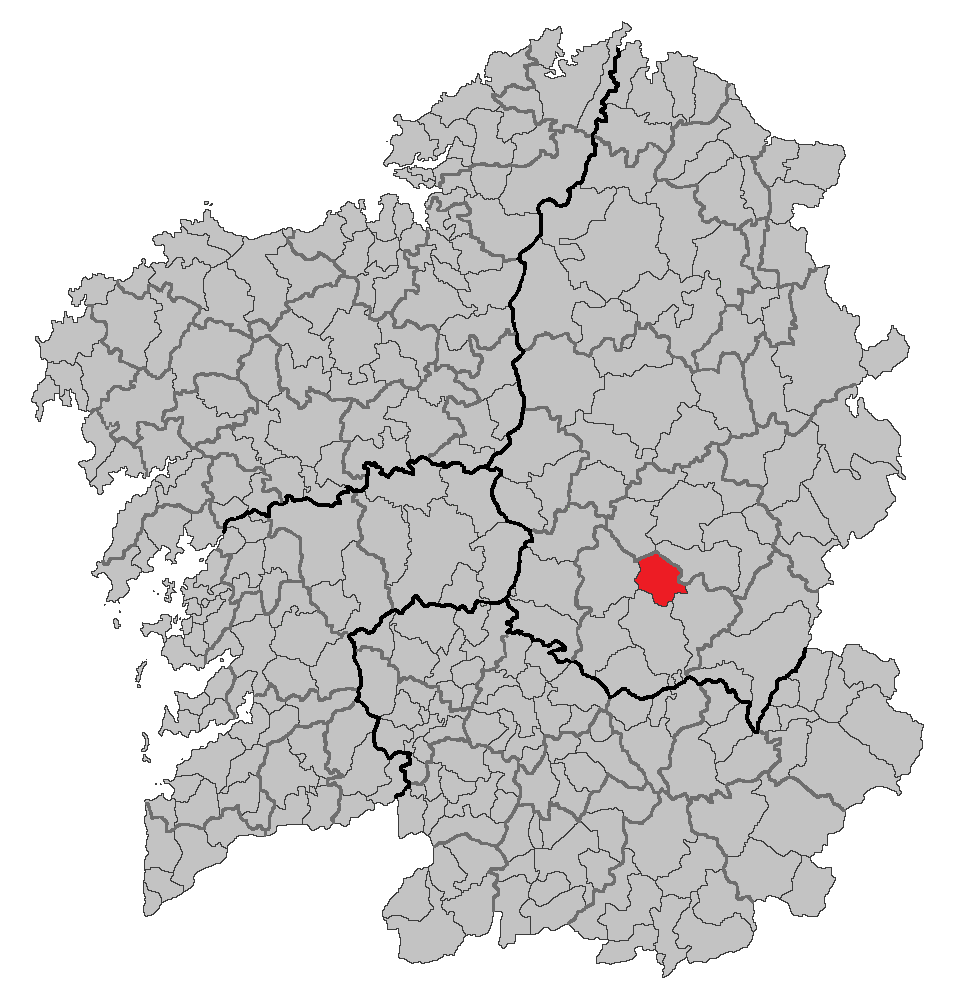
Localização de Bóveda

Bóbeda (em galego, Bóveda) é um município da Espanha na província 
de Lugo, 
comunidade autónoma da Galiza, de área 91 km² com 
população de 1737 habitantes (2007) e densidade populacional de 19,09 hab./km².

## Demografia
| Variação demográfica do município entre 1991 e 2004 | Variação demográfica do município entre 1991 e 2004 | Variação demográfica do município entre 1991 e 2004 | Variação demográfica do município entre 1991 e 2004 |
| --------------------------------------------------- | --------------------------------------------------- | --------------------------------------------------- | --------------------------------------------------- |
| 1991                                                | 1996                                                | 2001                                                | 2004                                                |
| 2345                                                | 2185                                                | 1949                                                | 1866                                                |